# 2012년 아시아 남자 핸드볼 선수권 대회
제15회 아시아 남자 핸드볼 선수권 대회는 2012년 1월 26일부터 2월 5일까지 사우디아라비아 지다에서 열렸다.